# Marcia Muller
Marcia Muller (Detroit, 28 settembre 1944) è una scrittrice statunitense, autrice in particolare di romanzi mystery e thriller.

## Biografia
Nata a Detroit e cresciuta a Birmingham (Michigan), si è laureata in letteratura inglese all'Università del Michigan. Ha poi lavorato come giornalista per il magazine Sunset.
Ha scritto molti romanzi con protagonista Sharon McCone, una detective privata. Tra questi, Vanishing Point vinse un Premio Shamus. In precedenza la Muller aveva ottenuto delle nomination per lo stesso premio altre quattro volte.
Nel 2007 è stata premiata con il Grand Master Award.

### Vita privata
È sposata con Bill Pronzini, anche lui scrittore di polizieschi, con cui ha collaborato anche per diversi romanzi.

## Opere

### Serie di Sharon McCone
1. Edwin of the Iron Shoes (1977)
2. Ask the Cards A Question (1982)
3. The Cheshire Cat's Eye (1983)
4. Games to Keep the Dark Away (1984)
5. Leave A Message for Willie (1984)
6. Double (1984) (con Bill Pronzini)
7. There's Nothing to Be Afraid of (1985)
8. Eye of the Storm (1988)
9. There's Something in A Sunday (1989)
10. The Shape of Dread (1989)
11. Trophies and Dead Things (1990)
12. Where Echoes Live (1991)
13. Pennies on A Dead Woman's Eyes (1992)
14. Wolf in the Shadows (1993)
15. Till the Butchers Cut Him Down (1994)
16. A Wild and Lonely Place (1995)
17. The Broken Promise Land (1996)
18. Both Ends of the Night (1997)
19. While Other People Sleep (1998)
20. A Walk Through the Fire (1999)
21. Listen to the Silence (2000)
22. Dead Midnight (2002)
23. The Dangerous Hour (2004)
24. Vanishing Point (2006)
25. The Ever-Running Man (2007)
26. Burn Out (2008)
27. Locked In (2009)
28. Coming Back (2010)
29. City of Whispers (2011)
30. Looking For Yesterday (2012)

- The McCone Files (1994) (raccolta di racconti)
- McCone and Friends (1999) (raccolta di racconti)

### Carpenter and Quincannon Mysteries
1. The Bughouse Affair (2013) (con Bill Pronzini)
2. The Spook Lights Affair (2013) (con Bill Pronzini)

### Serie di Elena Oliverez
1. The Tree of Death (1983)
2. The Legend of the Slain Soldiers (1985)
3. Beyond the Grave (1986) (con Bill Pronzini)

### Serie di Joanna Stark
1. The Cavalier in White (1986)
2. There Hangs the Knife (1988)
3. Dark Star (1989)

### Serie di Soledad County
1. Point Deception (2001)
2. Cyanide Wells (2003)
3. Cape Perdido (2005)

### Antologie e raccolte
- The Web She Weaves (1983) (con Bill Pronzini)
- Witches Brew: Horror and Supernatural Stories by Women (1984) (con Bill Pronzini)
- Child's Ploy: An Anthology of Mystery and Suspense Stories (1984) (con Bill Pronzini)
- She Won the West: An Anthology of Western and Frontier Stories by Women (1985) (con Bill Pronzini)
- Dark Lessons: Crime and Detection on Campus (1985) (con Bill Pronzini)
- Kill or Cure: Suspense Stories About the World of Medicine (1985) (con Bill Pronzini)
- The Deadly Arts: A Collection of Artful Suspense (1985) (con Bill Pronzini)
- Chapter and Hearse: Suspense Stories About the World of Books (1985) (con Bill Pronzini)
- The Wickedest Show on Earth: A Carnival of Circus Suspense (1985) (con Bill Pronzini)
- Lady on the Case: 21 Stories and 1 Complete Novel Starring the World's Great Female Sleuths (1988) (con Bill Pronzini and Martin H. Greenberg)
- Deceptions (1991) (raccolta di racconti)
- Detective Duos: The Best Adventures of Twenty-Five Crime-Solving Twosomes (1997) (con Bill Pronzini)
- Duo (1998) (raccolta di racconti) (con Bill Pronzini)
- Time of the Wolves (2003) (raccolta di racconti western)
- Somewhere in the City (2007) (raccolta di racconti)
- Crucifixion River (2007) (raccolta di racconti) (con Bill Pronzini)